# Kristiansundi repülőtér
A Kristiansundi repülőtér (IATA: KSU, ICAO: ENKB) Norvégia egyik nemzetközi repülőtere, amely Kristiansund közelében található. Éves utasforgalma 280 972 fő (2022).

## Futópályák
A repülőtér futópályái:
- 07/25 (2390 m, 45 m, aszfalt)

## Forgalom
Az utasforgalom az elmúlt években az alábbi módon változott:
| Utasok száma | 324 861 | 207 767 | 239 897 | 279 118 | 347 550 | 386 138 | 366 292 | 299 710 | 208 830 | 280 972 |
|              | 2000    | 2002    | 2005    | 2007    | 2010    | 2012    | 2015    | 2017    | 2020    | 2022    |